# Баллин, Могенс
Могенс Баллин (дат. Mogens Ballin; 20 марта 1871, Копенгаген — 27 января 1914, Хеллеруп, Дания) — датский художник, живописец, член группы художников «Понт-Авен». Позднее Могенс Баллин стал известным ювелиром.

## Биография и творчество

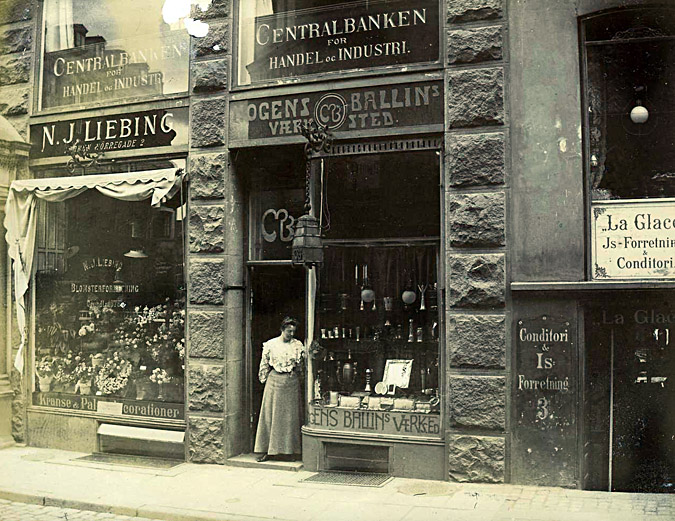
Магазин М. Баллина в Копенгагене. Между 1899 и 1907

Могенс Баллин происходил из зажиточной еврейской семьи в Копенгагене. Особое значение для его будущего имели уроки французского языка, которые он брал вместе с Метте, женой Поля Гогена, во Фредериксберге. Благодаря живописным произведениям Поля Гогена, которые он увидел в их квартире, Баллин увлёкся новейшими тенденциями французского искусства. В 1889 году он отправился в Париж, где познакомился с Гогеном и его друзьями, которые вместе составили группу художников «Наби».
В марте 1891 года Могенс Баллин встретился с голландским художником Яном Веркаде, который оказал заметное влияние на развитие его творчества. Два молодых художника решили вместе отправиться в Бретань, остановившись в Понт-Авене. Позднее они присоединились к Полю Серюзье в Юэльгоа, где познакомились с Жоржем Разетти (1889—1957). Они также отправились в Ле-Пульдю, где под руководством Серюзье написали ряд пейзажей в стиле клуазонистского «синтетизма». В мае 1892 года Баллен отправился в Сен-Нольф (Бретань) с Веркаде, написав несколько небольших пейзажей и сделав множество рисунков.
В 1892 году Могенс вместе с Яном Веркаде отправился в Италию; сначала они остановились во Флоренции, а затем, посетив Сиену, Пизу и Пистойю, направились в Рим. Во Фьезоле, близ Флоренции, Могенс Баллин, вероятно, под влиянием Веркаде и окружающей обстановки, принял католичество. Возвращались на север через Ассизи. Внезапно Баллина отозвали в Данию на военную службу.
В 1899 году Могенс Баллин открыл в Копенгагене мастерскую по обработке металлов, черпая вдохновение у Виллумсена и внося свой вклад в датскую версию югендстиля, в частности, работая с оловом и серебром. Мастерская производила женские украшения, светильники и другие детали оформления жилых интерьеров.

## Галерея

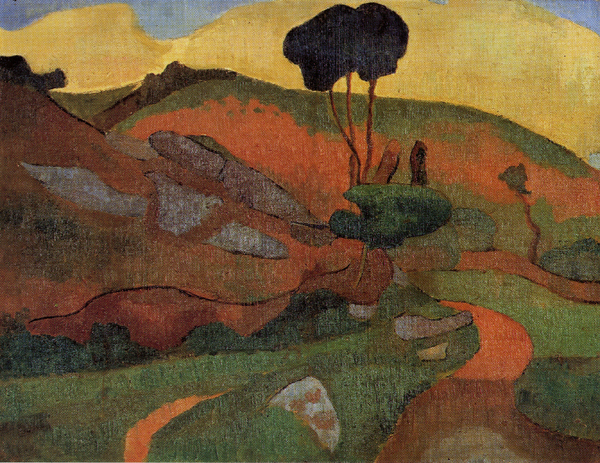
Пейзаж. Между 1891 и 1892
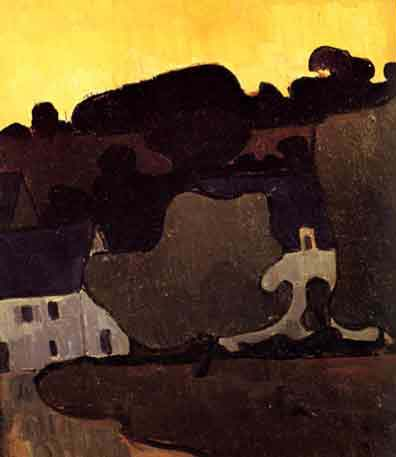
Пейзаж в Бретани. 1891
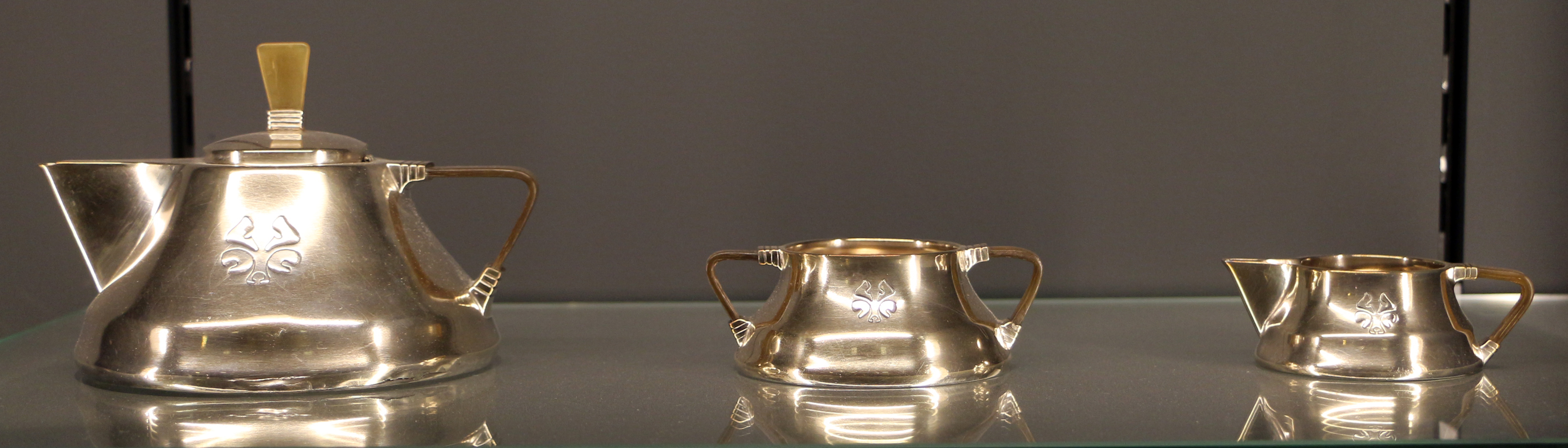
Сервиз. 1900-1905. Серебро. Музей Орсе, Париж